# Gluvia
Gluvia es un género de solífugos de la familia Daesiidae. Incluye dos especies endémicas de la península ibérica.
- Gluvia dorsalis
- Gluvia brunnea